# Koteletten

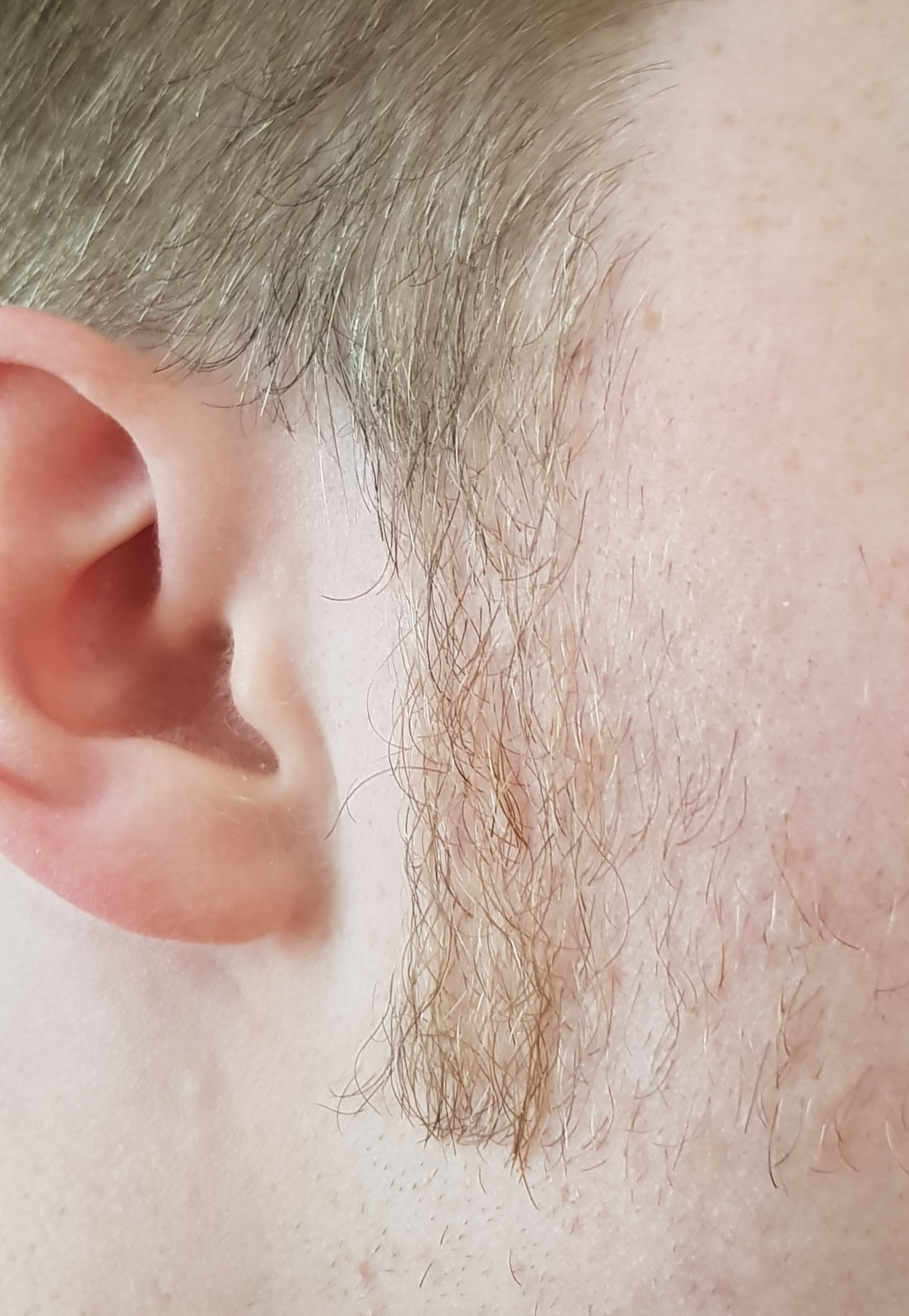
Koteletten

Als Koteletten (von französisch côté „Seite“ regional Kontur und in der Biedermeierzeit Favoris genannt) wird die Behaarung unmittelbar vor den Ohren bezeichnet. Sie kann zu unterschiedlichen Anteilen aus Kopfhaar und dem kräftigeren und „drahtigeren“ Barthaar bestehen. Soweit sie sich bis unterhalb der Ohrläppchen erstrecken, gehen sie in den Backenbart über.
In den Vereinigten Staaten heißen Koteletten sideburns und wurden vermutlich nach Ambrose Burnside, einem General im Sezessionskrieg, benannt.

## Beschreibung
Gemäß Angaben des Kleinelektrogeräteherstellers Braun würden „Koteletten das Gesicht schmaler wirken lassen“ und auf „Höhe der Ohrmitte enden.“ Gillette beschreibt Koteletten als „Seitenbart direkt vor den Ohren“.
Lange Koteletten sind zurzeit nicht modern, zu kurze Koteletten werden unter Umständen nicht wahrgenommen. Koteletten können gerade sein oder nach unten hin breiter werden. Nicht jede Gesichtsfom eignet sich für das Tragen von Koteletten.

### Kombination
Koteletten werden oftmals mit anderen Bartstilen kombiniert. Kaiser Wilhelm I. beispielsweise trug seine wild wuchernden Koteletten in Kombination mit einem Schnurrbart.
Koteletten passen zu moderner Kleidung und einem modischen Haarschnitt, da die Koteletten dann nicht auffällig und übertrieben aussehen. Trägt jemand seriöse Kleidung oder Business-Anzüge, passen Koteletten eher weniger. Er passt zu Männern mit runder Gesichtsform. Koteletten passen zu sämtlichen Kurzhaarschnitten. Bei längeren Haaren sehen Koteletten „wild und eigenwillig“ aus. In Kombination mit einer Glatze sollten Koteletten kurz gehalten werden. Die Haarfarbe sollte zur Farbe des Bartes passen, was man besonders bei einer Haarfärbung beachten sollte.

## Geschichte
Kaiser Wilhelm I. schätzte es, wenn hochrangige Offiziere die Koteletten wachsen ließen. So waren die Rauschebart-Koteletten im Deutschland des 19. Jahrhunderts weit verbreitet. Die Form der Koteletten folgt modischem Wandel. Die Rauschebart-Koteletten des 19. Jahrhunderts sind heute (teils minimalistisch-stilisierten) Kurzschnitten gewichen. In den 1960er und 1970er Jahren wurden Koteletten wieder vermehrt getragen. Einer der bekanntesten Träger von Koteletten war Elvis Presley. Koteletten werden heutzutage nur vereinzelt getragen und waren früher verbreiteter.

## Pflege
Nach einem ersten Schneiden der Koteletten empfiehlt der Kleinelektrogerätehersteller Braun, die Koteletten zu kämmen und erneut auf die gewünschte Länge zu schneiden. Einen für Rasierapparate verfügbaren Kammaufsatz mit festgelegter Länge kann man für das Schneiden der Koteletten auf die gewünschte Länge verwenden. Das Trimmen sollte vor dem Rasieren durchgeführt werden, da man dadurch unangenehmes Ziehen und Reißen vermeidet und Verstopfen von Klingen vermeidet. Wichtig ist, auf einen symmetrischen Verlauf zu achten. Beim Tragen von Koteletten werden kurze Haare und allenfalls ein Dreitagebart empfohlen, ein Schnurrbart oder lange Haare wären kontraproduktiv.

## Bekannte Träger von Koteletten
| Name                                | Lebensdaten    | Beschreibung                                                                                                | Anmerkung(en)                                             | Bild |  |
| ----------------------------------- | -------------- | --- | --------------------------------------------------------- | ---- |  |
| John Quincy Adams                   | 1767–1848      | sechster Präsident der Vereinigten Staaten                                                                  |                                                           |      |  |
| Albert von Sachsen-Coburg und Gotha | 1819–1861      | sachsen-coburg-saalfeldischer Prinz aus dem Haus Sachsen-Coburg und Gotha                                   |                                                           |      |  |
| Ernst Moritz Arndt                  | 1769–1860      | deutscher Schriftsteller, Historiker, Freiheitskämpfer und Abgeordneter der Frankfurter Nationalversammlung |                                                           |      |  |
| Isaac Asimov                        | 1919/1920–1992 | US-amerikanischer Biochemiker und Sachbuchautor                                                             |                                                           |      |  |
| Dan Aykroyd                         | 1952–          | kanadischer Filmschauspieler, Drehbuchautor und Sänger (The Blues Brothers)                                 |                                                           |      |  |
| John Belushi                        | 1949–1982      | US-amerikanischer Sänger (The Blues Brothers) und Filmschauspieler                                          |                                                           |      |  |
| Claude Bernard                      | 1813–1878      | französischer Arzt, Pharmazeut und Experimentalphysiologe                                                   |                                                           |      |  |
| Simón Bolívar                       | 1783–1830      | südamerikanischer Unabhängigkeitskämpfer und Nationalheld mehrerer Länder                                   |                                                           |      |  |
| David Beckham                       | 1975–          | ehemaliger englischer Fußballspieler                                                                        | heute trägt David Beckham Vollbart.                       |      |  |
| Ambrose Burnside                    | 1824–1881      | General der United States Army im Sezessionskrieg                                                           |                                                           |      |  |
| Glenn Danzig                        | 1955–          | US-amerikanischer Rockmusiker (Danzig)                                                                      |                                                           |      |  |
| Charles Darwin                      | 1809–1882      | britischer Naturforscher                                                                                    |                                                           |      |  |
| Ray Dorset                          | 1946–          | britischer Sänger der Gruppe Mungo Jerry                                                                    |                                                           |      |  |
| Dagobert Duck                       | —              | fiktive Comicfigur in Entengestalt                                                                          |                                                           |      |  |
| Ralph Waldo Emerson                 | 1803–1882      | US-amerikanischer Philosoph und Schriftsteller                                                              |                                                           |      |  |
| César Franck                        | 1822–1890      | französischer Komponist und Organist                                                                        |                                                           |      |  |
| Jules Ferry                         | 1832–1893      | französischer Ministerpräsident und Minister in der Dritten Französischen Republik                          |                                                           |      |  |
| Franz Joseph I.                     | 1830–1916      | vorletzter Kaiser von Österreich                                                                            |                                                           |      |  |
| Heinz-Harald Frentzen               | 1967–          | deutscher Automobilrennfahrer                                                                               |                                                           |      |  |
| Caspar David Friedrich              | 1774–1840      | deutscher Maler, Grafiker und Zeichner                                                                      |                                                           |      |  |
| Carl Friedrich Gauß                 | 1777–1855      | deutscher Mathematiker, Astronom, Geodät und Physiker                                                       |                                                           |      |  |
| Rodrigo González                    | 1968–          | deutscher Musiker (Die Ärzte)                                                                               |                                                           |      |  |
| Miguel Grau Seminario               | 1834–1879      | peruanischer Admiral und Nationalheld                                                                       |                                                           |      |  |
| Robert Hartig                       | 1839–1901      | deutscher Forstwissenschaftler                                                                              |                                                           |      |  |
| Jared Hasselhoff                    | 1971–          | US-amerikanischer Musiker (Bloodhound Gang)                                                                 |                                                           |      |  |
| Georg Wilhelm Friedrich Hegel       | 1770–1831      | deutscher Philosoph und Vertreter des deutschen Idealismus                                                  |                                                           |      |  |
| Henrik Ibsen                        | 1828–1906      | norwegischer Dramatiker und Lyriker                                                                         |                                                           |      |  |
| Lemmy Kilmister                     | 1945–2015      | britischer Rockmusiker (Motörhead)                                                                          |                                                           |      |  |
| John Lennon                         | 1940–1980      | britischer Musiker (The Beatles)                                                                            |                                                           |      |  |
| Guy Martin                          | 1981–          | britischer Motorradrennfahrer und Fernsehmoderator                                                          |                                                           |      |  |
| Carlos Menem                        | 1930–2021      | argentinischer Rechtsanwalt und Politiker (Partido Justicialista)                                           |                                                           |      |  |
| Javier Milei                        | 1970–          | Präsident von Argentinien                                                                                   |                                                           |      |  |
| Cem Özdemir                         | 1965–          | deutscher Politiker (Bündnis 90/Die Grünen)                                                                 | Özdemir trägt aufgrund einer Wette keine Koteletten mehr. |      |  |
| Ian Paice                           | 1948–          | britischer Schlagzeuger (Deep Purple)                                                                       |                                                           |      |  |
| Joseph Gottfried Pargfrieder        | 1787–1863      | Armeelieferant und Erbauer der Gedenkstätte Heldenberg                                                      |                                                           |      |  |
| Peter I.                            | 1798–1834      | Kaiser des Kaiserreichs Brasilien                                                                           |                                                           |      |  |
| Elvis Presley                       | 1935–1977      | US-amerikanischer Sänger, Musiker und Schauspieler                                                          |                                                           |      |  |
| Alexander Sergejewitsch Puschkin    | 1799–1837      | russischer Nationaldichter und Begründer der modernen russischen Literatur                                  |                                                           |      |  |
| Jerry Reed                          | 1937–2008      | US-amerikanischer Country-Sänger, Gitarrist, Schauspieler und Songwriter                                    |                                                           |      |  |
| Charlie Rich                        | 1932–1995      | US-amerikanischer Country-Sänger                                                                            |                                                           |      |  |
| Ulrich Schneider                    | 1958–          | Hauptgeschäftsführer des Deutschen Paritätischen Wohlfahrtsverbandes                                        |                                                           |      |  |
| Arthur Schopenhauer                 | 1788–1860      | deutscher Philosoph, Autor und Hochschullehrer                                                              |                                                           |      |  |
| Johann Strauss (Sohn)               | 1825–1899      | österreichisch-deutscher Kapellmeister und Komponist                                                        |                                                           |      |  |
| John Travolta                       | * 1954         | US-amerikanischer Sänger, Tänzer, Filmproduzent und Autor                                                   |                                                           |      |  |
| Martin Van Buren                    | 1782–1862      | achter Präsident der Vereinigten Staaten                                                                    |                                                           |      |  |
| Richard Wagner                      | 1813–1883      | deutscher Komponist, Dramatiker, Dichter, Schriftsteller, Theaterregisseur und Dirigent                     |                                                           |      |  |
| Konrad Weise                        | 1951–          | ehemaliger deutscher Fußballspieler                                                                         |                                                           |      |  |
| Bradley Wiggins                     | 1980–          | ehemaliger britischer Radrennfahrer                                                                         |                                                           |      |  |
| Wilhelm I.                          | 1797–1888      | erster Deutscher Kaiser                                                                                     |                                                           |      |  |
| Wolverine                           | —              | Comicfigur von Marvel Comics (Mitglied von X-Men)                                                           |                                                           |      |  |
| Neil Young                          | 1945–          | kanadischer Musiker und Singer-Songwriter                                                                   |                                                           |      |  |
| Tony Joe White                      | 1943–2018      | US-amerikanischer Gitarrist und Sänger                                                                      |                                                           |      |  |